# TRIM63
TRIM63 (англ. Tripartite motif containing 63) – білок, який кодується однойменним геном, розташованим у людей на короткому плечі 1-ї хромосоми.  Довжина поліпептидного ланцюга білка становить 353 амінокислот, а молекулярна маса — 40 248.
| 10         |  | 20         |  | 30         |  | 40         |  | 50         |
| ---------- |  | ---------- |  | ---------- |  | ---------- |  | ---------- |
| MDYKSSLIQD |  | GNPMENLEKQ |  | LICPICLEMF |  | TKPVVILPCQ |  | HNLCRKCAND |
| IFQAANPYWT |  | SRGSSVSMSG |  | GRFRCPTCRH |  | EVIMDRHGVY |  | GLQRNLLVEN |
| IIDIYKQECS |  | SRPLQKGSHP |  | MCKEHEDEKI |  | NIYCLTCEVP |  | TCSMCKVFGI |
| HKACEVAPLQ |  | SVFQGQKTEL |  | NNCISMLVAG |  | NDRVQTIITQ |  | LEDSRRVTKE |
| NSHQVKEELS |  | QKFDTLYAIL |  | DEKKSELLQR |  | ITQEQEKKLS |  | FIEALIQQYQ |
| EQLDKSTKLV |  | ETAIQSLDEP |  | GGATFLLTAK |  | QLIKSIVEAS |  | KGCQLGKTEQ |
| GFENMDFFTL |  | DLEHIADALR |  | AIDFGTDEEE |  | EEFIEEEDQE |  | EEESTEGKEE |
| GHQ        |  |            |  |            |  |            |  |            |

A: Аланін

C: Цистеїн

D: Аспарагінова кислота

E: Глутамінова кислота

F: Фенілаланін

G: Гліцин

H: Гістидин

I: Ізолейцин

K: Лізин

L: Лейцин

M: Метіонін

N: Аспарагін

P: Пролін

Q: Глутамін

R: Аргінін

S: Серин

T: Треонін

V: Валін

W: Триптофан

Кодований геном білок за функціями належить до трансфераз, м'язових білків. 
Задіяний у таких біологічних процесах як убіквітинування білків, поліморфізм, альтернативний сплайсинг. 
Білок має сайт для зв'язування з іонами металів, іоном цинку. 
Локалізований у цитоплазмі, ядрі.
Є маркером м'язової атрофії.